# Алан Годжкін
Сер Алан Ллойд Годжкін KBE (англ. Alan Lloyd Hodgkin; 5 лютого, 1914, Банбері , Англія — 20 грудня, 1998) —  британський нейрофізіолог і біофізик, лауреат  Нобелівської премії з фізіології і медицини в 1963 році (спільно з  Джоном Еклсом та  Ендрю Гакслі) «за відкриття, що стосуються іонних механізмів збудження і гальмування у периферичних і центральних ділянках нервових клітин».

## Біографія
Народився в Банбері в Оксфордширі в родині квакерів Джорджа Годжкіна та Мері Вілсон. Серед родичів Алана були історики дід Томас Годжкін (1831-1913) та дядько Робін Годжкін (1877-1951), через що він усерйоз розмірковував, чи не пов'язати своє життя з дослідженням історії. Також його двоюрідним дідом був лікар Томас Годжкін (1798–1866), який уперше описав хворобу Годжкіна, а прапрадідом був Люк Говард, хімік і метеоролог, який описав хмари. Дороті Кроуфут Годжкін була дружиною його двоюрідного брата. Його далекими родичами були художники Еліот Годжкін та Говард Годжкін.
У 1923-1927 роках навчався в школі Давнз-Малверн в Герефордширі, а потім у 1927-1932 роках у Школі Грешема в Норфолку. У 1933 році поступив до Трініті-Коледжу Кембриджського університету. Його викладачем зоології був Карл Пантін, який порадив йому глибоко вивчати математику та фізику. У 1937-1938 роках за рекомендацією Арчибальда Гілла він працював у лабораторії Герберта Гассера в Нью-Йорку, а під час цього відрядження кілька тижнів провів у лабораторії Кеннета Коула в Вудс-Гоул, де навчився препарувати гігантський аксон кальмара.
1939 року Годжкін повернувся до Кембриджа, де почав співпрацювати з Гакслі.

## Родина
Був одружений з Маріон Раус, донькою нобелівського лауреата Пейтона Рауса, з родиною якого потоваришував у 1938 році під час візиту до Рокфеллерівського інституту в США. Весілля відбулося 1944 року під час Другої світової війни, коли Годжкін відвідав Сполучені Штати. З 1945 року подружжя оселилося в Кембриджі. Вони мали трьох дочок та сина. Старша Сара працювала в видавництві, Дебора вчилася на психолога, син Джонатан був науковцем у галузі молекулярної біології, а наймолодша донька Рейчел вивчала мовознавство в Кембриджі.

## Науковий внесок
Найбільш відомі праці Годжкін здійснював разом з Гакслі та Кацем на гігантському аксоні кальмара.

## Нагороди та звання
- Королівська медаль Королівського товариства (1958)
- Медаль Коплі (1965)
- Член Королівської Данської академії наук (1964)
- Член "Леопольдіни"
- Іноземний член Американської академії мистецтв і наук
- Іноземний член Американського філософського товариства
- Командор Ордену Британської імперії (1972)
- Почесний доктор медицини Університету Левена
- Почесний доктор медицини Бернського університету
- Почесний доктор Шеффілдського університету
- Почесний доктор Університету Ньюкасла
- Почесний доктор Лондонського університету

## Вшанування пам'яті
На честь Алана Годжкіна названо низка закономірностей у біофізиці клітинної мембрани, зокрема модель Годжкіна — Гакслі та рівняння Гольдмана — Годжкіна — Каца.
1999 року Британське фізіологічне товариство започаткувало Преміальну лекцію Годжкіна — Гакслі — Каца, що читається раз на два роки та відзначає великий внесок трьох дослідників до фізіологічної науки. Також будівля штаб-квартири Фізіологічного товариства носить назву Годжкін-Гакслі-Гауз (англ. Hodgkin Huxley House).